# بولاد (مغولي)
بولاد (بالمنغولية : Болад чинсан, Болад ага, Болд, الفارسية: پولاد, رومنة: Pulâd، (بالصينية: 孛羅; البينيين: Bóluó; ويد–جيلز: Po-lo) (تُوفي عام 1313) كان وزيرًا مغوليًا عرقيًا في أسرة يوان في الصين، وخدم لاحقًا في الإيلخانات كممثل للخان الأعظم في الإمبراطورية المغولية ومستشارًا ثقافيًا للإيلخانات. كما قدم معلومات قيمة لرشيد الدين الهمداني ليكتب عن المغول. ويعتبره المغوليون جسرًا ثقافيًّا بين الشرق والغرب. كرّمه الإمبراطور رينزونغ اليواني [الإنجليزية] بصفته دوق زي (澤國公) في عام 1311 وأمير يونغفنغ (永豐郡王) في عام 1313، بعد وفاته.

## في الصين
بعد أن اعتلى قوبلاي العرش في عام 1260، خدم بولاد كـ باورتشي، وارثًا لقب والده. بالإضافة إلى ذلك، قام بالترجمة الشفهية والمكتوبة لشؤون الدولة باعتباره أحد المثقفين المغول. قاد فرقة عسكرية في عام 1264 لقمع المتمردين الصينيين في شاندونغ.

## قراءة إضافية
- مجموعة من السجلات: تاريخ العالم المصوّر لرشيد الدين (مجموعة ناصر د. خليلي للفن الإسلامي، المجلد السابع والعشرون)(ردمك 0-19-727627-X)
- Grousset، Rene (1988). The Empire of Steppes: A History Central Asia. Rutgers University Press. ISBN:0-8135-1304-9.